# Logica temporale lineare
La logica temporale lineare o LTL (dall'inglese Linear Temporal Logic) è un'estensione della logica modale nella quale i mondi sono organizzati in una struttura lineare infinita: ogni mondo può così rappresentare un istante di tempo discreto. La logica LTL prevede dunque una organizzazione del tempo lineare, discreta, orientata al futuro e infinita.
Questa logica trova impiego nella analisi dei sistemi i cui modelli possono essere sviluppati secondo le caratteristiche citate, sebbene l'algoritmo di model checking per LTL sia particolarmente complesso e dunque poco utilizzato.

## Sintassi
La sintassi minima della logica LTL è la seguente:
{\displaystyle \varphi :=\top \ |\ p\ |\ \neg \varphi \ |\ \varphi _{1}\wedge \varphi _{2}\ |\ \varphi _{1}U\varphi _{2}\ |\ X\varphi }
La sintassi estesa, cioė comprendente gli operatori derivati, aggiunge Eventually ( {\displaystyle \diamond } ), Globally ( {\displaystyle \square } ), Precedes, Unless. Questi operatori sono tutti derivabili dall'Until.

## Operatori
La logica temporale lineare LTL prevede i seguenti operatori:
- X ({\displaystyle \circ }) , "Next" : {\displaystyle X\varphi } è vera nello stato {\displaystyle s_{t}} se e solo se {\displaystyle \varphi } è vera nello stato successivo {\displaystyle s_{t+1}} ;
- F ({\displaystyle \diamond }) , "Future" (o "Eventually"): {\displaystyle \diamond \varphi } è vera nello stato st  se e solo esiste {\displaystyle t'\geq t} tale che {\displaystyle \varphi } è vera in {\displaystyle s_{t'}} ;
- G ( {\displaystyle \square } ) , "Globally" (o "Henceforth"): {\displaystyle \square \varphi } è vera nello stato {\displaystyle s_{t}}  se e solo se per ogni {\displaystyle t'\geq t} , {\displaystyle \varphi } è vera in {\displaystyle s_{t'}} ;
- U ( {\displaystyle U} ), "Until": {\displaystyle \varphi _{1}U\varphi _{2}} è vera in {\displaystyle s_{t}} se e solo se {\displaystyle \exists } {\displaystyle t_{n}\geq t} tale che {\displaystyle \varphi _{2}} è vera in {\displaystyle s_{t_{n}}} e {\displaystyle \forall } {\displaystyle t_{i}\in [t,t_{n-1}]} , {\displaystyle \varphi _{1}} è vera in {\displaystyle s_{t_{i}}} ;
- P ( {\displaystyle P} ) , "Precedes" : {\displaystyle \varphi _{1}P\varphi _{2}} è vera se non è possibile che esista uno stato futuro in cui vale {\displaystyle \varphi _{2}} preceduto da stati in cui non vale {\displaystyle \varphi _{1}} , questo operatore può essere derivato dall'Until secondo la relazione {\displaystyle \varphi _{1}P\varphi _{2}=\sim (\sim \varphi _{1}U\varphi _{2})} ;
- W ( {\displaystyle W} ), "Unless" : {\displaystyle \varphi _{1}W\varphi _{2}} è vera se {\displaystyle \varphi _{1}} è vera, a meno che non sia vera {\displaystyle \varphi _{2}} , "Unless" è derivabile secondo la relazione {\displaystyle \varphi _{1}W\varphi _{2}=(\varphi _{1}U\varphi _{2})\vee \square \varphi _{1}} .

Gli operatori temporali hanno la priorità sugli operatori booleani.

## Semantica
Per dare la semantica della logica LTL è necessario definire la struttura di interpretazione (modello di Kripke) ossia un modello lineare definito dalla quintupla {\displaystyle \pi =(S,s_{0},R,V,P)} dove:
- {\displaystyle S} è un insieme infinito di stati;
- {\displaystyle s_{0}} è lo stato iniziale;
- {\displaystyle R} è la relazione di raggiungibilità: {\displaystyle \forall i\in \mathbb {N} ,(s_{i},s_{i+1})\in R} ;
- {\displaystyle P} sono le proposizioni atomiche;
- {\displaystyle V:P\times S\rightarrow \{true,false\}} è la funzione di valutazione delle proposizioni atomiche.

La semantica formale degli operatori è così definita:
- {\displaystyle \pi ,s_{i}\models p\in P\Leftrightarrow V(p,s_{i})=true}
- {\displaystyle \pi ,s_{i}\models \neg \alpha \iff \pi ,s_{i}\not \models \alpha }
- {\displaystyle \pi ,s_{i}\models \alpha \land \beta \iff \pi ,s_{i}\models \alpha \ \land \ \pi ,s_{i}\models \beta }
- {\displaystyle \pi ,s_{i}\models X\alpha \iff \pi ,s_{i+1}\models \alpha }
- {\displaystyle \pi ,s_{i}\models F\alpha \iff \exists j\geq i\ :\ \pi ,s_{j}\models \alpha }
- {\displaystyle \pi ,s_{i}\models G\alpha \iff \forall j\geq i\ :\ \pi ,s_{j}\models \alpha }
- {\displaystyle \pi ,s_{i}\models \alpha U\beta \iff \exists j\geq i\ :\ \pi ,s_{j}\models \beta \ {\mbox{ e}}\ \forall k\ {\mbox{tale che}}\ i\leq k<j\ :\ \pi ,s_{k}\models \alpha }
- {\displaystyle \pi ,s_{i}\models \alpha R\beta \iff \forall j\geq i\ :\ \pi ,s_{j}\models \beta \ \vee \ (\exists \ l\geq i\ {\mbox{tale che}}\ \forall k,\ i\leq k\leq l\ :\ \pi ,s_{k}\models \beta \wedge \ \pi ,s_{l}\models \alpha )}

Dove {\displaystyle \alpha ,\beta } sono formule booleane.

## Proprietà sintattiche
Date α e β formule LTL, allora:
- {\displaystyle F\alpha \iff \top U\alpha }
- {\displaystyle G\alpha \iff \bot R\alpha }
- {\displaystyle F\alpha \iff \neg G\neg \alpha }
- {\displaystyle G\alpha \iff \neg F\neg \alpha }
- {\displaystyle \neg X\alpha \iff X\neg \alpha }
- {\displaystyle \alpha R\beta \iff \neg (\neg \alpha U\neg \beta )}

Da queste uguaglianze si può notare come le espressioni temporali possano essere definite utilizzando solo i simboli {\displaystyle \neg ,\ X,\ U.}

## Regole
Date α e β formule LTL, allora:
- {\displaystyle F\alpha \Leftrightarrow (\alpha \lor XF\alpha )};
- {\displaystyle G\alpha \Leftrightarrow (\alpha \land XG\alpha )};
- {\displaystyle \alpha \cup \beta \Leftrightarrow (\beta \lor (\alpha \land X(\alpha \cup \beta )))};

## Proprietà esprimibili in logica LTL
- Safety: "Non accade mai qualcosa di indesiderato" {\displaystyle \square \sim bad};
- Liveness: "Prima o poi accade qualcosa di desiderato" {\displaystyle \diamond good};
- Responsiveness: Un caso particolare di liveness "a fronte di una richiesta prima o poi il sistema risponde" {\displaystyle \square (request\Rightarrow \diamond reply)};
- Infinitely Often: "p è vera infinitamente spesso" {\displaystyle \square \diamond p};
- Fairness: "Se arrivano richieste infinitamente spesso, infinitamente spesso vengono soddisfatte" {\displaystyle \square \diamond request\Rightarrow \square \diamond reply};
- Invariant: rappresenta una proprietà (invariante) che il sistema deve sempre mantenere {\displaystyle \square invariant};
- Eventually Always: "prima o poi arrivo in uno stato dopo il quale vale sempre una proprietà" {\displaystyle \diamond \square \varphi } .